# Saint-Civran
 Saint-Civran  es una población y comuna francesa, en la región de  Centro, departamento de Indre, en el distrito de Le Blanc y cantón de Saint-Benoît-du-Sault.

## Demografía
| 288 | 275 | 229 | 193 | 158 | 154 |
| Para los censos de 1962 a 1999 la población legal corresponde a la población sin duplicidades (Fuente: INSEE [Consultar]) |     |     |     |     |     |